# Albanië op het Junior Eurovisiesongfestival 2012
Albanië nam deel aan het Junior Eurovisiesongfestival 2012 in Amsterdam, Nederland. Het was het debuut van het land op het Junior Eurovisiesongfestival. RTSH was verantwoordelijk voor de Albanese bijdrage voor de editie van 2012.

## Selectieprocedure
De Albanese openbare omroep gaf op 25 juli 2012 aan dat het wou deelnemen aan het Junior Eurovisiesongfestival 2012.  Albanië is het derde land dat zal debuteren in Amsterdam, naast Azerbeidzjan en Israël.
De Albanese preselectie werd georganiseerd op 4 oktober 2012. 14 acts streden om het ticket naar de internationale finale. Er werd gewerkt met een opvallend stemsysteem. Er werd immers geen gebruik gemaakt van een vakjury of van televoting; de kandidaten mochten zelf op hun favoriete nummer stemmen. Uiteindelijk won Igzidora Gjeta met het nummer Kam një këngë vetëm për ju.

## Junior Fest 2012
| Plaats | Artiest              | Lied                       | Punten |
| ------ | -------------------- | -------------------------- | ------ |
| 1      | Igzidora Gjeta       | Kam një këngë vetëm për ju | 17     |
| 2      | Aurora Kapo          | Blue blue jeans            | 10     |
| 2      | Niki Mjeda           | Pëllumbat fluturojnë       | 10     |
| 2      | Uendi Mancaku        | Ëndërra flet               | 10     |
| 5      | Klodiana Vata        | Këndoni bashkë me mua      | 9      |
| 6      | Selma Bekteshi       | Si ajër                    | 7      |
| 7      | Ambra Troplini       | Le të shkojmë të kërcejmë  | 4      |
| 7      | Mishela Rapo         | Mamma mia                  | 4      |
| 9      | Alisia Xhameta       | Jam një vajzë shqiptare    | 3      |
| 9      | Ilva Latifi          | Bota e ëndërrave           | 3      |
| 9      | Sidrita Bollati      | Ëndërra fëmijërore         | 3      |
| 12     | Shejla, Keida & Joan | Nidizi bateritë            | 2      |
| 13     | Megi & Xhesuida      | Tek shtëpia e diellit      | 1      |
| 14     | Ana Maria Isufaj     | Karnavalet                 | 0      |

## In Amsterdam
Op maandag 15 oktober werd er geloot voor de startvolgorde van het Junior Eurovisiesongfestival 2012. Albanië was als zevende van twaalf landen aan de beurt, na Israël en voor Armenië. Aan het einde van de puntentelling stond Albanië op de laatste plaats, met 35 punten. Albanië kreeg wel één keer het maximum van twaalf punten, van Azerbeidzjan.